# Cezary Ketling-Szemley

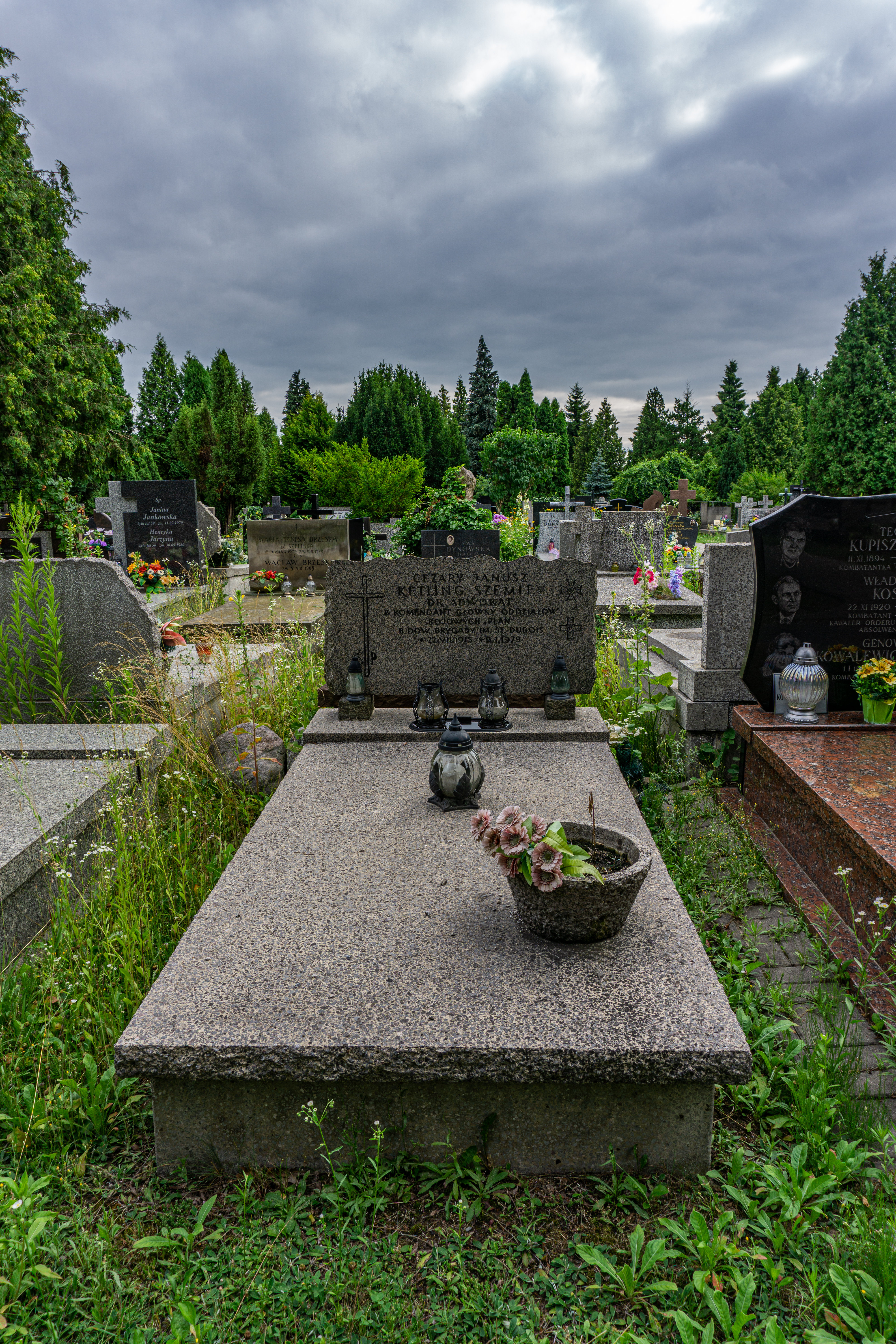
Grób Cezarego Ketlinga-Szemley'a na cmentarzu Komunalnym Północnym w Warszawie

Cezary Ketling-Szemley, właśc. Cezary Szemley, ps. „Janusz”, „Ketling” (ur. 1915, zm. 9 stycznia 1979) – uczestnik II wojny światowej.

## Życiorys
Przed 1939 był zatrudniony w Ministerstwie Sprawiedliwości, działał w Stronnictwie Demokratycznym. Podczas II wojny światowej był szefem organizacji Polska Ludowa Akcja Niepodległościowa. Początkowo, z racji podporządkowania PLANu na rzecz Armii Krajowej, kierował plutonem w strukturze AK. Wskutek sprawy rzekomej denuncjacji redakcji pisma „Z dnia na dzień” postanowieniem II Wojskowego Sądu Specjalnego przy KG AK z 21 lutego 1943 został zaocznie skazany na karę śmierci. Wspierał działania Żydowskiego Związku Wojskowego. Jako Janusz Szemley ps. „Arpad” został dowódcą brygady Polskiej Armii Ludowej im. Stanisława Dubois (zob. Milicja Ludowa Robotniczej Partii Polskich Socjalistów). Później, po separacji od AK wraz z PLAN-em przystąpił do Naczelnego Komitetu Ludowego, później przemianowanego na Centralny Komitet Ludowy, podporządkowany PKWN.
Zmarł 9 stycznia 1979 i został pochowany na cmentarzu komunalnym Północnym w Warszawie (kwatera W-IV-3-1-3).

## Ordery i odznaczenia
- Order Krzyża Grunwaldu III klasy (11 lipca 1946)[2]
- Krzyż Walecznych (czerwiec 1943, AK)